# Latinesce
Le latinesce est une langue construite proposée comme langue auxiliaire internationale par George J. Henderson en 1901.

## Histoire
En 1888, Henderson a déjà proposé une langue internationale appelée lingua. Présentée par son auteur comme une « esquisse », elle allie une grammaire analytique, une écriture phonétique et un lexique dérivé du latin, de sorte qu'un dictionnaire latin suffit théoriquement à engendrer le vocabulaire de cette langue.
Mais, reconnaissant que son projet comporte des défauts, Henderson le modifie dès 1890 pour le faire évoluer vers une nouvelle langue, le latinesce, qu'il présente en 1901,.

## Description
Henderson adopte pour sa langue la prononciation italienne, à l'exception du e final qui se prononce [ə] comme en français.
La grammaire, à tendance très analytique, n'admet que sept flexions : -s pour indiquer le pluriel des noms uniquement (les adjectifs étant invariables en genre et en nombre) ; -iore et -issime pour marquer respectivement le comparatif et le superlatif des adjectifs et des adverbes ; -re pour l'infinitif présent des verbes, qui indique aussi le futur et le conditionnel (le présent de l'indicatif et de l'impératif étant formés en supprimant cette terminaison) ; -te (substitué à -re) pour le passé et le participe passé, lequel peut servir à former tous les temps composés avec l'auxiliaire habere (« avoir »), et toutes les formes passives avec l'auxiliaire essere (« être ») ; -nte pour le participe présent ; et -é (ou -ee) pour les adverbes dérivés des adjectifs.
L'ordre des mots suit les mêmes règles qu'en anglais : l'adjectif se place avant le nom, l'adverbe avant l'adjectif (ou entre l'auxiliaire et le verbe pour les temps composés). Les phrases affirmatives sont formées sur le modèle « sujet-verbe-complément d'objet direct-complément d'objet indirect », tandis que les phrases interrogatives voient le sujet placé après le verbe.
Le lexique du latinesce comprend, d'une part, les mots devenus internationaux par leur emploi généralisé dans les sciences, le commerce ou les relations internationales (électricité, téléphone, géologie, théâtre, piano, banque…), et d'autre part, le reste du vocabulaire, directement emprunté au latin (excepté pour les noms et les adjectifs, au radical desquels on ajoute la terminaison -e caractéristique). Les articles indéfini une et défini i, invariables, sont également utilisés.

## Exemple
| Latinesce | Français | Latin |
| --- | --- | --- |
| Nostre patre qui esse in cæle, Sanctificate esse tue nomine ; Veni tue regne ; Facte esse tue voluntate, Ut in cæle, ita in terre. Da ad nos hodie nostre quotidiane pane ; Et remitte ad nos nostre debites, Sicut et nos remitte ad nostre debitores ; Induce nos non in tentatione, Sed libera nos ab male. | Notre père qui es aux Cieux Que ton nom soit sanctifié ; Que ton règne vienne ; Que ta volonté soit faite Sur la terre comme au ciel. Donne-nous aujourd'hui notre pain de ce jour ; Pardonne-nous nos offenses, Comme nous pardonnons aussi à ceux qui nous ont offensés ; Et ne nous laisse pas entrer en tentation, Mais délivre-nous du mal. | Pater noster qui es in cælis, Sanctificetur nomen tuum ; Adveniat regnum tuum ; Fiat voluntas tua Sicut in cælo et in terra. Panem nostrum quotidianum da nobis hodie, Et dimitte nobis debita nostra, Sicut et nos dimittimus debitoribus nostris ; Et ne nos inducas in tentationem, Sed libera nos ab malo. |